# Solomon Islands Liberal Party
Die Solomon Islands Liberal Party (SILP, dt.: Liberale Partei der Salomonen-Inseln) war eine politische Partei in den Salomonen.

## Geschichte
Die Partei wurde 1975 als Nationalist Party gegründet, bevor sie in National Democratic Party (NADEPA) umbenannt wurde. Ihre Gründer, Joses Tuhanuku und Bartholomew Ulufa'alu, waren Führer von Gewerkschaften. Tuhanuku war Führer der Solomon Islands General Workers’ Union. Die Partei gewwnn acht der 38 Sitze in den Wahlen 1976. 1980 errang die Partei nur noch zwei Sitze und einen Sitz 1984.
1986 wurde die Partei in „Solomon Islands Liberal Party“ umbenannt. Nach einer Spaltung verließ Tuhanuku die Partei und bildete 1988 die Solomon Islands Labour Party. In den Wahlen 1989 errang die Partei wieder zwei Sitze, verlor beide jedoch wieder in den Wahlen 1993. In den Wahlen 1997 gewann sie vier Sitze als Teil der Solomon Islands Alliance for Change. Die Parteien der Allianz gewannen eine knappe Mehrheit im Parlament und Ulufa’alu wurde Premierminister. Die Allianz verlor die Macht durch die Wahlen 2001, in welchen sie nur noch 12 der 50 Sitze errang. Die SILP errang nur zwei.
2006 gewann die Partei wieder zwei Sitze und einen in den Wahlen 2010. Der Premierminister Derek Sikua war der einzige erfolgreiche Kandidat in North East Guadalcanal. In den Wahlen 2014 trat die Partei nicht mehr an.